# Marinha mercante

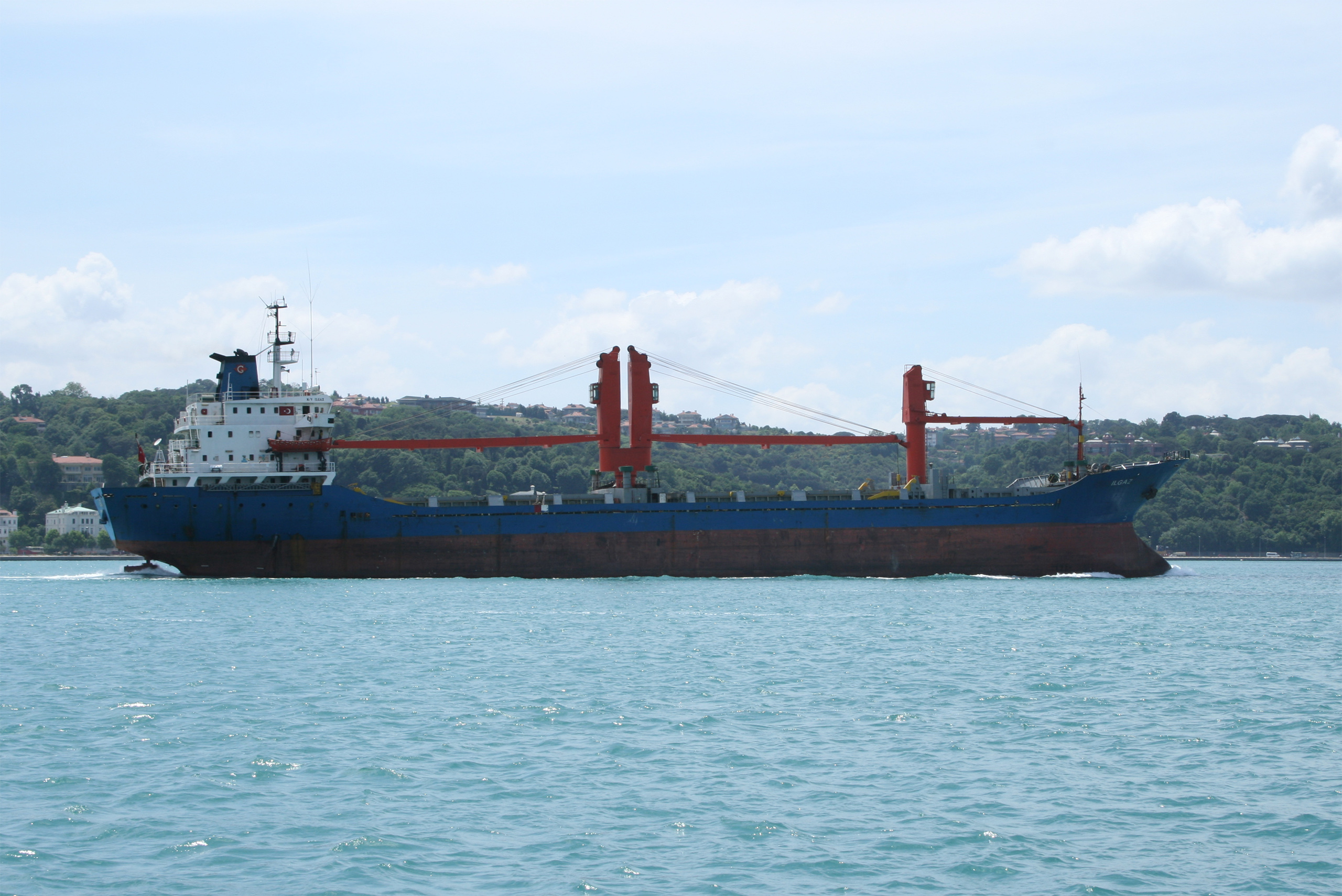
Navio de carga Ilgaz

A marinha mercante é o conjunto das organizações, pessoas, embarcações e outros recursos dedicados às atividades marítimas, fluviais e lacustres de âmbito civil. A marinha mercante constitui o ramo civil da marinha. Em alguns países, no entanto, a marinha mercante está organizada de modo a transformar-se numa força auxiliar da marinha de guerra, em caso de situação de guerra ou de excepção.
A marinha mercante, normalmente é subdividida em três ramos:
1. Marinha de comércio — dedicada, essencialmente, às atividades económicas de transporte de passageiros e de carga, através do mar, de rios, de lagos e de canais;
2. Marinha de pesca — dedicada à atividade da pesca;
3. Marinha de recreio — dedicada ao desporto náutico e às outras atividades recreativas.

Além destes três ramos, a marinha mercante também inclui as atividades transversais aos mesmos, como a autoridade marítima, a formação náutica, as operações portuárias e a investigação marinha.
Um quarto dos marinheiros do mundo são filipinos.